# Еполетова акула
Еполетова акула (Hemiscyllium ocellatum) е вид хрущялна риба от семейство Hemiscylliidae.

## Разпространение
Видът е разпространен в Австралия (Западна Австралия, Куинсланд, Нов Южен Уелс и Северна територия), Индонезия и Папуа Нова Гвинея.